# Филип Беке
Филип Беке е белгийски дипломат.
Той е посланик със седалище в София за България и за Република Македония от 2004 до 2008 година.